# Virusna neuraminidaza
Virusna neuraminidaza je vrsta neuraminidaze koja se nalazi na površini virusa. Ima ključnu ulogu u razmnožavanju virusa gripe nakon njegovog ulaska u stanicu domaćina, potpomažući oslobađanje virusnih čestica iz stanice domaćina. 
Neuraminidaze ili sijalidaze su enzimi – glikozidne hidrolaze (kataliziraju hidrolizu glikozidnih veza) koje cijepaju sijalinske kiseline s glikoproteinskih saharidnih lanaca. 

## Virus influence
Virus influence je RNA virus iz obitelji Ortomyxoviridae. 
Postoje tri tipa virusa influence:
- Virus influence tipa A uzrokuje bolest u životinja, najčešće ptica, ali se može prenijeti i na ljude. Najvirulentniji je i uzrokuje najteži oblik bolesti, a odgovoran je i za velike epidemije i pandemije. Dijeli se na različite podtipove (npr. H1N1, H2N2, H3N2, H5N1).
- Virus influence tipa B napada uglavnom čovjeka. Mnogo je rjeđi od virusa tipa A i sporije mutira. Upravo zbog gotovo nikakve antigene promjenjivosti, kao i zbog malog broja potencijalnih domaćina, bolest koju izaziva je blaža i ne uzrokuje pandemije.
- Virus influence tipa C uzrokuje bolest u ljudi, pasa i svinja. Rjeđi je od ostalih tipova i najčešće uzrokuje blage oblike bolesti kod djece, ponekad i bez simptoma.

### Građa virusa influence
Sva tri tipa virusa influence vrlo su slične i jednostavne građe. 
Veličine su 80-120nm u promjeru, uglavnom kuglastog oblika. 
Izgrađeni su od nukleoproteinske jezgre i lipidne ovojnice. Unutar virusne ovojnice nalazi se ribonukleoproteinski kompleks s jednolančanom RNA i proteinima koji pakiraju i štite RNA molekulu. Virusni genom se sastoji od 7 do 8 segmenata RNA od kojih svaki sadrži 1 ili 2 gena. Virus tipa A tako sadrži 11 gena na 8 RNA segmenata koji kodiraju 11 proteina: hemaglutinin (HA), neuraminidazu (NA), nukleoprotein (NP), M1 (matriks protein), M2 (proteini ionskih kanala kroz lipidni dvosloj), NS1 i NS2 (ne-strukturni proteini), PA, PB1, PB1-F2 i PB2 (podjedinice RNA polimeraze). Na površini lipidne ovojnice nalaze se 2 velika glikoproteina smještena s vanjske strane virusnih čestica: hemaglutinin i neuraminidaza. 

### Replikacija virusa influence
Virus se replicira samo u živim stanicama. Replikacija se odvija u nekoliko koraka:
1. Vezanje na stanicu domaćina. Virus se na površinu stanice domaćina veže pomoću hemaglutinina. Hemaglutinin prepoznaje sijalinsku kiselinu s glikoproteina na površini stanica domaćina.
2. Ulazak virusa u stanicu. Virus u stanicu ulazi endocitozom. Nakon ulaska u stanicu domaćina virusna RNA, proteini i RNA-ovisna RNA polimeraza izlaze u citoplazmu stanice domaćina.
3. Transport virusnog genoma do mjesta transkripcije virusne RNA. Jezgrini proteini i RNA tvore kompleks koji se transportira u jezgru stanice domaćina gdje započinje prepisivanje RNA virusa u virusne proteine s različitim funkcijama.
4. Povezivanje stvorenih komponenti u novu virusnu česticu. Virusna RNA, RNA-ovisna RNA polimeraza i ostali virusni proteini slažu se u novu virusnu česticu.
5. Izlazak virusa iz stanice domaćina. Hemaglutinin i neuraminidaza se prenose kroz Golgijev aparat na membranu stanice domaćina. Nastala virusna jezgra ulazi u to izbočenje membrane te počinje pupanje virusne čestice. Nakon što virusi izađu iz stanice domaćina, stanica umire.

## Neuraminidaze
Neuraminidaze ili sijalidaze su glikozidne hidrolaze koje cijepaju sijalinske kiseline s glikoproteinskih saharidnih lanaca. To je velika obitelj enzima, nalazimo ih u širokom spektru različitih organizama. Najpoznatija neuraminidaza je virusna neuraminidaza. Zajedno s hemaglutininom, neuraminidaza čini antigene determinante na površini virusa te je odgovorna za veću ili manju virulentnost virusa gripe. 

## Virusne neuraminidaze
Virusna neuraminidaza katalizira hidrolizu ostataka terminalne sijalinske kiseline s novonastalih virusnih čestica i s receptora stanice domaćina čime:
- pomaže pokretanje virusnih čestica kroz sluz respiratornog trakta
- omogućava izlazak virusnih čestica iz stanice domaćina.

Neuraminidaze mogu imati endo ili egzo glikozidaznu aktivnost što znači da cijepaju endo ili egzo polisijalinske kiseline. U sisavaca su sijalinski ostaci uglavnom na teminalnim krajevima kompleksnih glikana pa su i virusne neuraminidaze uglavnom egzo-neuraminidaze.
Poznato je 9 podvrsta neuraminidaza virusa influence. Većina je nađena samo u različitim vrstama ptica. Virusi koji izazivaju bolest u ljudi najčešće sadrže neuraminidazu 1 ili 2.
Neki virusi (npr. humani parainfluenza virus) sadrže hemaglutinin-neuraminidaza protein koji ujedinjuje funkcije hemaglutinina i neuraminidaze.

### Struktura virusne neuraminidaze
Neuraminidaza virusa influence nalazi se na površini virusa kao izbočina u obliku gljive. Sastoji se od 4 podjedinice koje čine glavu i hidrofobnog dijela ugrađenog u unutrašnjost virusne membrane. Sadrži jedan jednolančani polipeptidni lanac, građen od 6 konzerviranih polarnih aminokiselina te hidrofilnih varijabilnih aminokiselina.
Kristalografski je utvrđena struktura veze između neuraminidaze N9 virusa influence tipa A i analoga sijalinske kiseline. Na slici je prikazana samo jedna od četiri identične podjedinice biološki aktivnog oblika enzima. 

Vezno mjesto enzima ne varira od vrste do vrste. Sastoji se od 18 aminokiselinskih ostataka od kojih je 12 u izravnom doticaju s analogom sijalinske kiseline (pretpostavka je da je u stvarnosti u kontaktu sa sijalinskom kiselinom). 4 od tih 12 su negativno nabijeni glutaminski i aspartatski kiselinski ostaci, a još 4 su pozitivno nabijeni arginini. Ostali su neutralni (tirozin,  asparagin, izoleucin i triptofan).

### Funkcija virusne neuraminidaze
Enzim sudjeluje u oslobađanju virusa iz stanice domaćina.
Hemaglutinin se veže na šećerne ostatke različitih staničnih površinskih glikoproteina i to tako da prepoznaje i veže sijalinsku kiselinu (N-acetil neuraminsku kiselinu) iz šećera. Sijalinska kiselina se nalazi na terminalnom kraju ugljikohidratnih dijelova brojnih površinskih glikoproteina. Pomoću hemaglutinina virus influence prianja uz stanicu domaćina tijekom početka infekcije, što u konačnici uzrokuje ulazak virusne RNA u stanicu endocitozom. Međutim, ovo čvrsto prianjanje virusnog hemaglutinina za sijalinsku kiselinu na staničnoj površini predstavlja problem samom virusu kada se novosintetizirane čestice trebaju osloboditi iz stanice domaćina.
Zato je za izlazak novosintetiziranih virusnih čestica iz stanice domaćina neophodna neuraminidaza. Kada neuraminidaza hidrolizira glikozidnu vezu, sijalinska kiselina se odvaja sa stanične površine. Virusna čestica više nije vezana za stanicu domaćina i može s odmaknuti i inficirati nove stanice. Ako je aktivnost neuraminidaze blokirana, novonastale virusne čestice ostaju vezana za stanicu domaćina čime je reprodukcija virusa zaustavljena.

### Mehanizam djelovanja virusne neuraminidaze
Istražen je mehanizam hidrolize sijalinske kiseline katalizirane neuraminidazom N9 virusa influence tipa A. Kao i kod većine glikozidaznih enzima, njegovo aktivno mjesto sadrži par karboksilnih ostataka (Asp 151 i Glu 277 kod N9 neuraminidaze) koji imaju glavne uloge u katalitičkoj aktivnosti enzima. Pretpostavljeni mehanizam je prikazan na slici.

### Inhibitori virusne neuraminidaze
Opće je poznato da se virusi gripe neprekidno mijenjaju i zbog toga ljudski organizam teško na njih razvija imunitet. Česte mutacije također su problem pri razvoju cjepiva. 
Veće, brze antigene promjene ili antigena izmjena (shift) nastaju isključivo na virusu influence tipa A i omogućuju nastanak novog podtipa virusa. Kako je virusna RNA segmentirana, moguća je i različita raspodjela tih segmenata. Do izmjene genskih segmenata može doći ako više od jednog podtipa virusa influence tipa A inficira istu stanicu. Zahvaljujući ovim velikim i naglim promjenama virus može inficirati nove stanice i izbjeći nastali imunološki odgovor. Sve to igra ulogu u izbijanju pandemija. 
Drugi razlog čestih mutacija je nepostojanje kontrole prepisivanja RNA pa RNA-ovisna RNA polimeraza griješi pri prepisivanju otprilike svakih 10 nukleotida. To uzrokuje tzv. antigeno skretanje (drift) odnosno spore, manje promjene antigena na površini virusa. Radi se o promjenama redoslijeda nekoliko aminokiselina u polipeptidnim lancima hemaglutinina i neuraminidaze. Antigeno skretanje pojavljuju se kod virusa influence tipa A i B. 
Zbog mutacija unutar virusnog genoma, površinski antigeni hemaglutini i neuraminidaze često mijenjaju svoja antigena svojstva, odnosno nisu stabilni. Ipak, aktivni dio enzima neuraminidaze se ne mijenja i jednak je u svim tipovima virusa gripe. Upravo zbog toga, neuraminidaza je odabrana kao potencijalno mjesto djelovanja antivirusnih lijekova te su razvijeni inhibitori neuraminidaze. Takvi lijekovi inhibiraju djelovanje neuraminidaze čime sprečavaju oslobađanje novih virusa i širenje infekcije. Danas postoje dva takva lijeka: zanamivir (Relenza) i oseltamivir (Tamiflu), a još je jedan u razvoju - peramivir. Primjena ovakvih antivirusnih lijekova smanjuje težinu kliničke slike gripe te brzinu širenja infekcije, ali ih se mora upotrijebiti na samom početku infekcije dok se virus još nije proširio.